# Capone (piłkarz)
Capone, właśc. Carlos Alberto de Oliveira (ur. 23 maja 1972 w Campinas) – brazylijski piłkarz, prawy obrońca.
Wraz z Galatasaray SK zdobył w 2000 roku Puchar UEFA.